# 奈良原三次

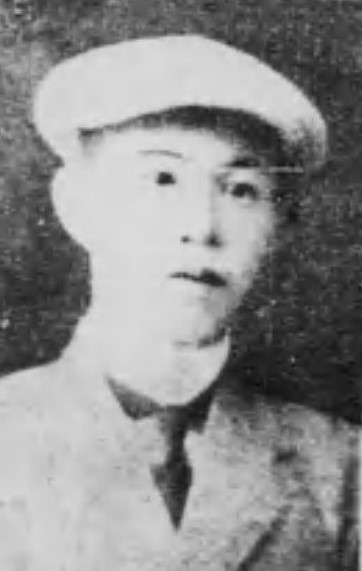
奈良原三次

奈良原 三次（ならはら さんじ、1877年（明治10年）2月11日 - 1944年（昭和19年）7月14日）は、日本民間航空のパイオニアである。鹿児島生まれ、元日本海軍軍属技士で、1911年（明治44年）5月に自作の複葉機で飛行に成功し、翌年日本で初めての民間飛行場を開設し、生涯にわたり航空の発展に寄与した。男爵。

## 経歴
1877年（明治10年）2月11日、男爵・奈良原繁の次男として鹿児島県鹿児島府下高麗町（現:鹿児島市高麗町）に生まれた。
1894年（明治27年）、城北中学（現 都立戸山高校）を卒業後、八年ほど置いて第六高等学校に進学。母方叔父の予備艦隊司令官だった毛利一兵衛（のち海軍少将）から凧式繋留気球の話を聞く。1906年（明治39年）、父の任地の沖縄に向かう途上で濃霧に遭遇、この観察には気球が必要だと痛感して航空に志すことを決める。
1908年（明治41年）、東京帝国大学（現:東京大学）工学部造兵科を卒業して海軍少技士に任官した。横須賀海軍工廠造兵部に就職し、海軍中技士（中尉待遇）となり、学習院女学部を卒業したばかりの東郷亀尾（東郷重張の孫・重持の娘）と結婚するも、帝大在学中からの愛人である14歳下の神田明神下芸妓・福島ヨネと同居。飛行機の研究をはじめ、臨時軍用気球研究会の委員に任じられる。

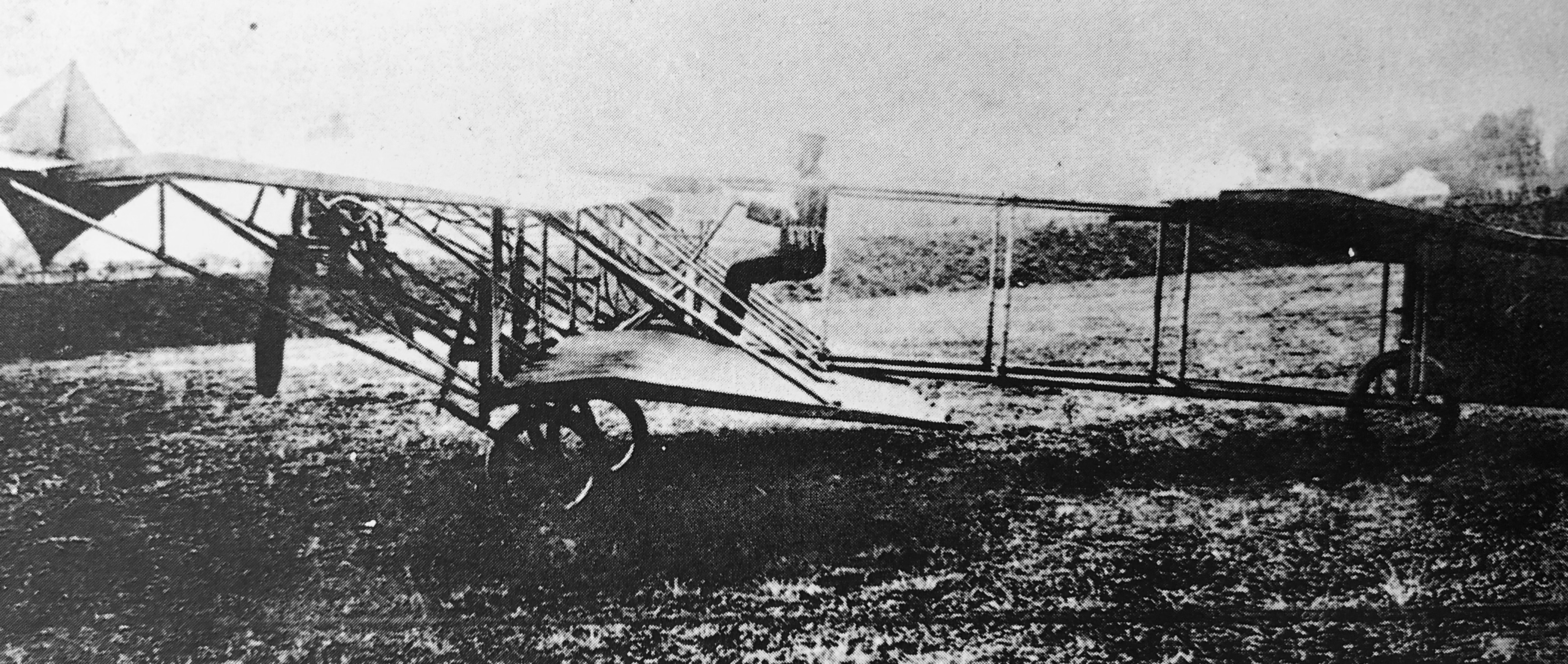
奈良原式1号機

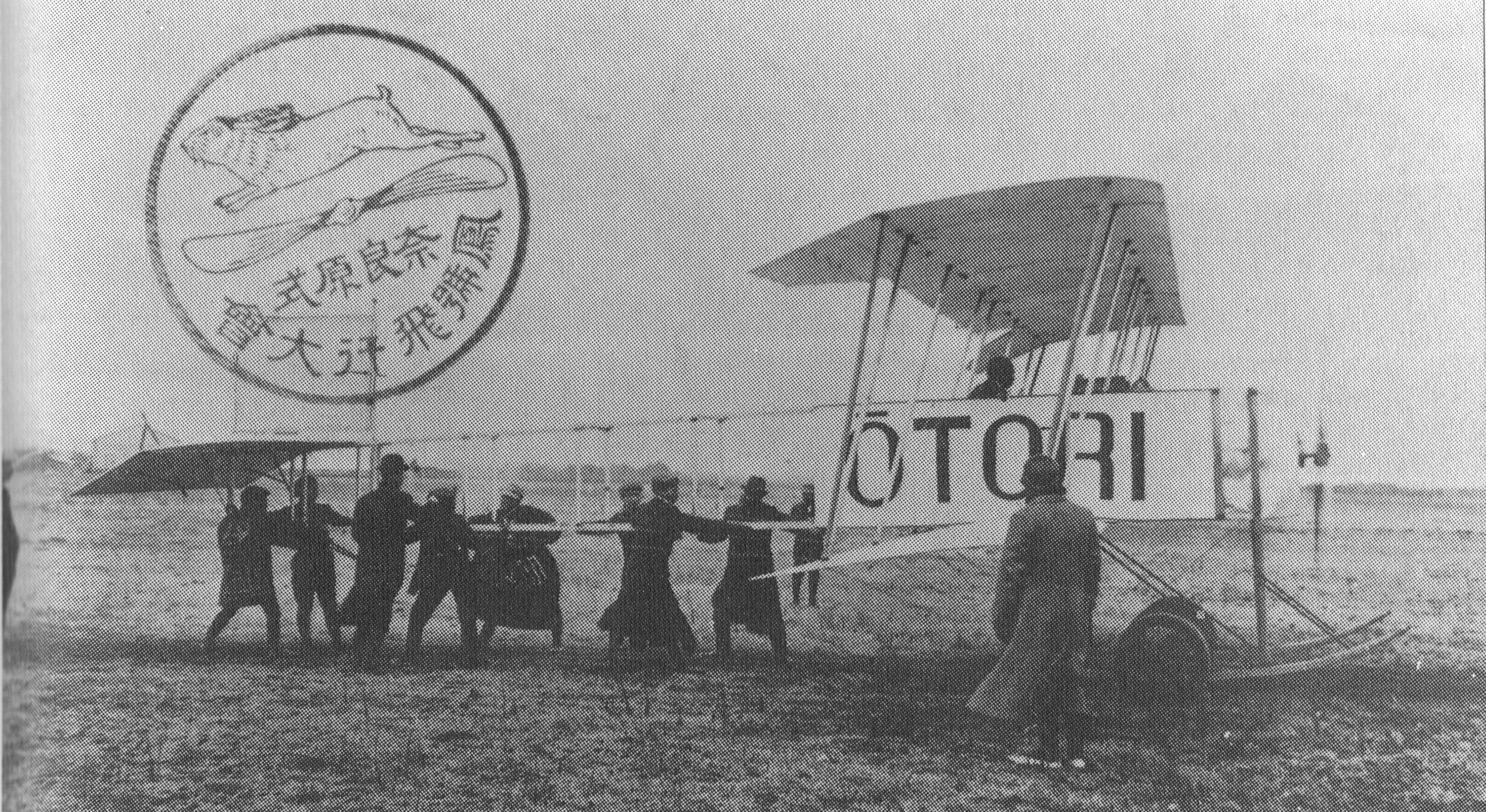
奈良原式4号機「鳳号」

1910年（明治43年）自費で機体に丸竹を用い、父親と新妻が暮らす四谷の邸宅の庭で「奈良原式1号飛行機」を製作するが、同研究会から許可の下りたアンザニ25HPエンジン（Anzani-3W）の出力不足などもあり離陸できなかった。同委員を辞し、海軍造兵大尉待遇を受けて海軍を退役し、翌1911年（明治44年）、私有のノーム50HPエンジン（Gnome Omega）を搭載して「奈良原式2号飛行機」を製作、同年5月5日、所沢飛行場にて自らの操縦で高度約4m、距離約60mの飛行に成功した。国産機による初めての飛行記録であるとされる（一方、これより10日ほど早い同1911年4月24日に、森田新造が大阪の城東練兵場で距離約80mの直線飛行に成功したという記録もある）。東京飛行機製作所を設立して新宿角筈に工場を造り、臨時軍用気球研究会の御用として、飛行機の修理や研究用のプロペラ製作などを請け負っていた。奈良原式3号飛行機制作中に、会社の経営を任せていた支配人と金銭トラブルとなり、3号機が差し押さえられ、試験飛行を断念するも、株屋の高井治兵衛らが出資協力して東京・京橋八丁堀（現・中央区）に新会社「東洋飛行機商会」を設立、1912年（明治45年）3月に奈良原式4号機を完成させる。
1912年（明治45年）5月に千葉県の稲毛海岸に民間飛行場を開き、白戸栄之助、伊藤音次郎らの民間パイロットを養成や奈良原式4号機「鳳号」などを製作して日本の民間航空の発展につくした。奈良原飛行団を組んで各地で鵬号の巡回飛行を行なっていたが、1913年（大正2年）航空界から一旦引退する。1918年（大正7年）男爵を襲爵。1930年（昭和5年）に日本軽飛行機倶楽部の会長に就任し、以降も後進の指導･育成にあたり、またグライダーの発達･普及などにも尽力した。1944年（昭和19年）7月14日に死去。

## 奈良原式飛行機
以下各記事を参照。
- 奈良原式1号飛行機
- 奈良原式2号飛行機

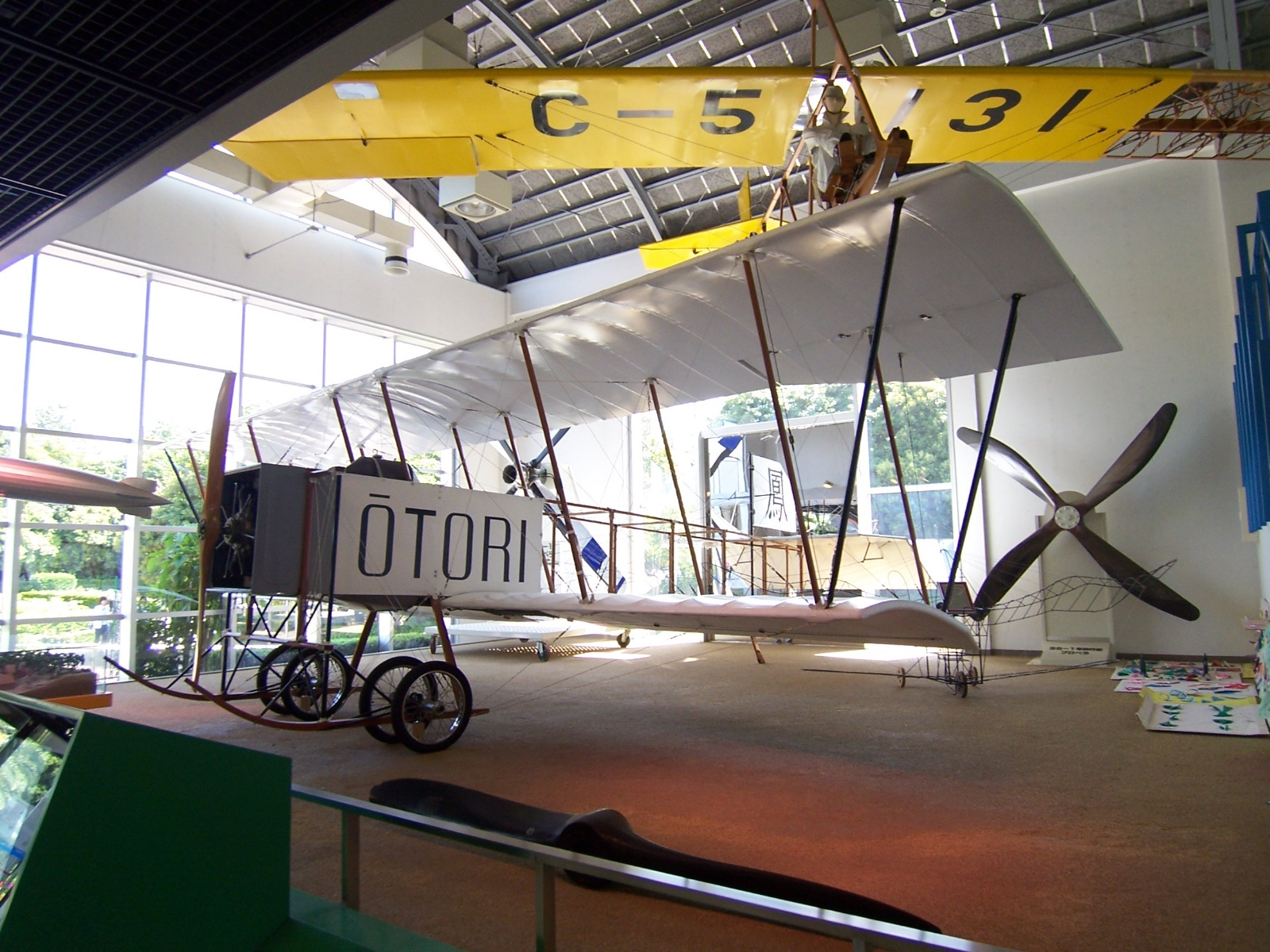
稲毛民間航空記念館に展示されていた奈良原式4号機「鳳号」の復元レプリカ

- 奈良原式3号飛行機 → 奈良原式2号飛行機参照
- 奈良原式4号飛行機（鳳号）
- 奈良原式5号飛行機（鳳二世号）

### レプリカの展示施設
- 稲毛民間航空記念館 - 奈良原式4号機「鳳号」（復元レプリカ）展示
- 青森県立三沢航空科学館 - 奈良原式2号機（実大模型）展示[10]

## 稲毛飛行場
稲毛飛行場は、奈良原三次が1912年（明治45年）5月に開設した日本最初の民間飛行場。ただし飛行場といっても整備はされておらず、稲毛海岸付近に干潮時現れる自然の干潟を滑走路として用いたもの。海岸に飛行機の格納庫を設けた。
奈良原が航空界から一旦引退した後の1915年（大正4年）には奈良原に指導を受けた伊藤音次郎が稲毛海岸に伊藤飛行機研究所を開設した他、当時は稲毛海岸に倣って海岸や河口の干潟を飛行練習場とする例が多く見られた。1917年（大正6年）9月末から10月にかけて東京湾を襲った大型台風による高潮災害では設備全壊の被害を受け、翌年伊藤は津田沼に移転した。